# Olga Appellöf
Olga Sofia Louise Appellöf, född 14 januari 1898 i Bergen, Norge, död 13 december 1989 i Stockholm (Katarina församling), var en svensk skådespelare.
Appellöf filmdebuterade 1934 i Lorens Marmstedts Eva går ombord och kom att medverka i drygt 30 film- och TV-produktioner.
Olga Appellöf var dotter till professor Adolf Appellöf i Uppsala. Hon var från 1925 gift med konsthistorikern Gunnar W. Lundberg och från 1934 gift med skådespelaren Olle Hilding. Hon är begravd på Uppsala gamla kyrkogård.

## Filmografi
- 1934 – Eva går ombord
- 1936 – Familjen som var en karusell
- 1937 – Häxnatten
- 1938 – Adolf klarar skivan
- 1939 – Hennes lilla Majestät
- 1939 – I dag börjar livet
- 1939 – Frun tillhanda
- 1939 – Följ med till M.F.A.
- 1939 – Då länkarna smiddes
- 1940 – Stål
- 1941 – En fattig miljonär
- 1941 – Eld, lera och människor
- 1943 – Anna Lans
- 1943 – Kvinnor i fångenskap
- 1943 – På liv och död
- 1944 – Den osynliga muren
- 1944 – Jag är eld och luft
- 1944 – Lilla helgonet
- 1944 – Kungajakt
- 1945 – Flickorna i Småland
- 1946 – Klockorna i Gamla sta'n
- 1947 – Den långa vägen
- 1947 – Det kom en gäst
- 1947 – Maria
- 1949 – Skolka skolan
- 1954 – Simon Syndaren
- 1955 – Mord, lilla vän
- 1957 – Synnöve Solbakken
- 1959 – Fröken Chic
- 1959 – Vår ofödde son (TV-film)
- 1959 –  Oväder på Sycamore street (TV-film)
- 1962 – Chans

## Teater

### Roller
| År   | Roll                | Produktion                                 | Regi             | Teater                           |
| ---- | ------------------- | ------------------------------------------ | ---------------- | -------------------------------- |
| 1936 | Pauline             | Bichon Jean de Létraz                      | Sandro Malmquist | Nya Teatern                      |
| 1936 | Dorinth             | Senapskornet Ebbe Linde                    | Sandro Malmquist | Nya Teatern                      |
| 1937 | Francine            | Petrus den lycklige (Pétrus) Marcel Achard | Sandro Malmquist | Nya Teatern                      |
| 1951 |                     | Markens gud (The Field God) Paul Green     | Börje Mellvig    | Riksteatern                      |
| 1957 | Mrs Higgins         | Pygmalion George Bernard Shaw              | John Zacharias   | Norrköping-Linköping stadsteater |
| 1961 | Första grannkvinnan | Yerma Federico García Lorca                | Bengt Ekerot     | Dramaten                         |